# 폴 러캐머라
폴 조지프 러캐머라(Paul Joseph LaCamera, 1963년 9월 4일~)는 미국 육군의 대장(4성 장군)으로, 주한 미군 사령관이다.
매사추세츠주 웨스트우드 출신으로, 미국 육군사관학교(웨스트 포인트)를 졸업하고 1985년 임관하였으며 현재 대장으로 복무 중이다. 제18공수군단의 지휘관, 제4보병사단 지휘관, 미국 태평양 육군 사령관 등을 역임하였다.
2020년 12월, 로버트 B. 에이브럼스 주한 미군 사령관 사령관의 뒤를 이을 차기 사령관에 지명되었으며, 2021년 5월 18일, 상원 군사위원회 인사청문회가 열렸다. 2021년 7월 2일 이·취임식을 갖고, 주한 미군 사령관에 취임하였다.